# Мул (король Кента)
Мул (англ. Mul, др.-англ. Mūl, буквально «мул»; убит в 687) — король Кента (686—687).

## Биография
По утверждению «Англосаксонской хроники», в 686 году Мул вместе со своим братом Кэдваллой напал на Кент и остров Уайт. Король Эдрик Кентский был убит и Мул на некоторое время стал королём Кента.
Однако вскоре местные жители подняли против него мятеж, поймали и сожгли заживо вместе с двенадцатью приспешниками. В 694 году кентцы были вынуждены уплатить Ине вергельд размером тридцать тысяч за убийство Мула.